# Chisocheton pilosus
Chisocheton pilosus là một loài thực vật có hoa trong họ Meliaceae. Loài này được C.DC. mô tả khoa học đầu tiên năm 1910.